# Line of Fire
Line of Fire es una serie de drama criminal de la ABC de 11 episodios de duración emitidos en el invierno de 2003-2004. Protagonizada por Leslie Bibb y Jeffrey D. Sams como dos agentes del FBI asignados a la oficina de Richmond, Virginia, cuenta su historia comparándola a la del jefe de la mafia local, Jonah Malloy (David Paymer). Cuando un compañero agente es asesinado en un tiroteo con los gánsteres, el jefe del FBI (Leslie Hope) declara una guerra abierta al submundo criminal. Los siguientes episodios entrelazan intrincadamente entre la agencia federal de Bibb y Sams, y la banda de Paymer, aunque las dos historias raramente se encuentran, excepto cuando ocasionalmente se centran en un agente encubierto (Anson Mount). El show fue cancelado después de 11 episodios en junio de 2004, aunque fueron producidos 13 episodios. 
La frase del jefe de la mafia Jonah Malloy era "That's that with that."
El Parents Television Council tomó una escena de la serie para su Peores Escenas de la TV del  2001 al 2004. El vídeo usaba contenido sexual gráfico.

## Elenco principal
- Leslie Bibb como Paige Van Doren.
- David Paymer como Jonah Malloy.
- Anson Mount como Roy Ravelle.
- Leslie Hope como Lisa Cohen.
- Jeffrey D. Sams como Todd Stevens.
- Julie Ann Emery como Jennifer Sampson.
- Brian Goodman como Donovan Stubbin.
- Michael Irby como Amiel Macarthur.

## Lista de episodios
- 1x01 "Piloto" 2 de diciembre de 2003
- 1x02 "Take the Money and Run" 9 de diciembre de 2003
- 1x03 "Undercover Angel" 16 de diciembre de 2003
- 1x04 "Mockingbird" 23 de diciembre de 2003
- 1x05 "Boom, Swagger, Boom" 30 de diciembre de 2003
- 1x06 "The Best-Laid Plans" 6 de enero de 2004
- 1x07 "I'm Your Boogie Man" 13 de enero de 2004
- 1x08 "Mother & Child Reunion" 27 de enero de 2004
- 1x09 "The Senator" 3 de febrero de 2004
- 1x10 "Born to Run" (no emitido)
- 1x11 "This Land Is Your Land" (no emitido)
- 1x12 "Eminence Front: Part 1" 30 de mayo de 2004
- 1x13 "Eminence Front: Part 2" 30 de mayo de 2004